# Een Griekse tragedie
Een Griekse tragedie (Engels: A Greek Tragedy) is een korte Belgische animatiefilm uit 1985 van Nicole Van Goethem (scenario, uitwerking en regie). Dit debuut werd in 1986 de eerste Belgische film met een Academy Award. 

## Verhaal
In de film ondersteunen drie kariatiden al eeuwenlang een timpaan en doen al het mogelijke om de Griekse tempel stabiel te houden. De afbrokkelende tempel maakt hun werk evenwel steeds zinlozer. Met zachte humor wordt begrip getoond voor de menselijke zwakheden.

## Prijzen
- 1985: grote prijs en de publieksprijs op het Animatiefilmfestival van Annecy
- 1987: Oscar voor beste korte animatiefilm
- 1987: Joseph Plateauprijs als beste kortfilm op het Internationaal Filmfestival van Vlaanderen-Gent.

## Verder onderzoek
De archieven van de film bevinden zich in het Letterenhuis.